# Porsche 914/6 GT
Porsche 914/6 GT — спортивный автомобиль производства компании Porsche, гоночная модификация модели Porsche 914/6, оснащённая характерным для всех этих моделей 6-цилиндровым двигателем объёмом 2.0 и специализированными деталями, входившими в отдельную комплектацию типа M471. Модель 914/6 GT выступала на крупных спортивных соревнованиях в 1970—1971 годах, в том числе на ралли 1000 километров «Нюрбургринга», 24 часа Ле-Мана и Marathon de la Route, а также в соревнованиях гоночных ассоциаций SCCA и IMSA. В 1970 году в гонке 24 часов Ле-Мана она заняла 6-е место в общем зачёте и 1-е место в классе GT, а в том же году три модели 914/6 GT составили тройку призёров гонки Marathon de la Route.

## Характеристики автомобиля

### Технические

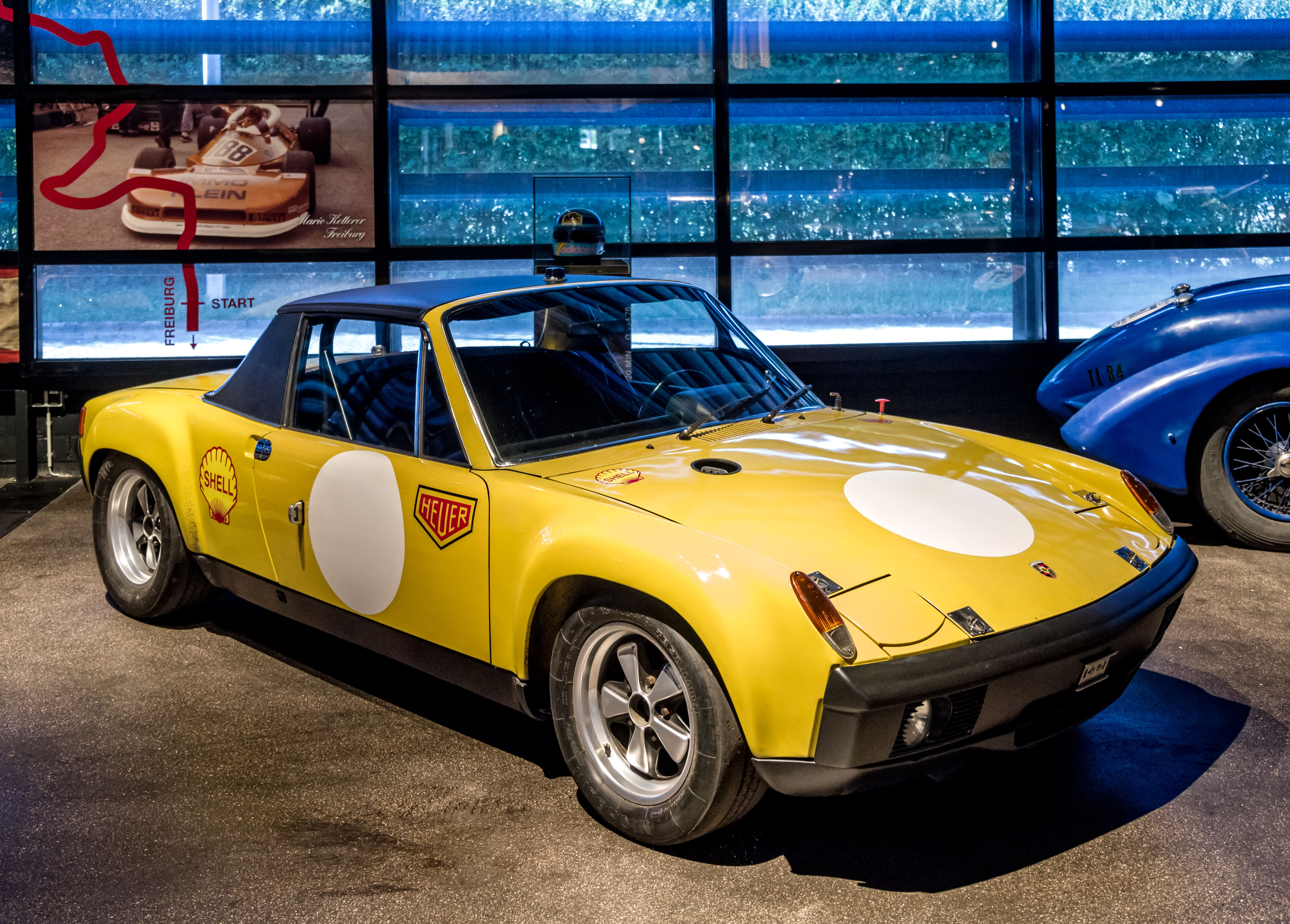
Porsche 914/6 GT в музее Oldtimermuseum в городе Кирхцартен

Технически автомобиль Porsche 914/6 GT представлял собой вариант модели 914/6 в специальной комплектации R (R-package). Наименование 914/6 GT появилось после того, как автомобиль прошёл омологацию Международной автомобильной федерации для участия в гонках и был включён в Группу 4. Как и все модели 914, это был двухместный автомобиль со среднемоторной заднеприводной компоновкой, кузовом тарга и съёмным жёстким верхом из стеклопластика, который мог храниться в заднем багажном отделении, повторявшем форму крыши автомобиля, или в переднем багажном отделении.
Размеры автомобиля — 3985 мм x 1700 мм x 1205 мм, масса варьировалась от 680 кг (1500 фунтов) у готового гоночного варианта 914/6 GT до 898 кг (1980 фунтов) для американского экспортного 914/6R при том, что стандартная масса модели 914/6 составляла 988,8 кг (около 2180 фунтов). Двигатель — 6-цилиндровый оппозитный воздушного охлаждения: примером такого двигателя был Carrera 6 типа 901/20 объёмом 2 л, который развивал мощность до 220 л. с. и был оснащён карбюраторами Weber. На некоторые модели устанавливался менее мощный 2-литровый двигатель 911T (от модели Porsche 911S), оснащённый двумя трёхкамерными карбюраторами Weber: он тоже был предназначен для гонок, но являлся наименее мощным из оппозитных-6 двигателей Porsche, выпущенных в 1968—1969 годах. Присутствовала система дублированного зажигания, предусматривавшая зажигание двух свечей на цилиндр. В устанавливаемых двигателях были полностью заменены цилиндры, головки с клапанами, распредвалы и поршни. В частности, перед гонками SCCA 1970 года двигатели моделей 914/6 GT были оснащены распредвалами от Carrera 6, коленчатыми валами от Porsche 911S и поршнями производства немецкой фирмы Mole. Была представлена новая выхлопная система.
Тормоза — вентилируемые дисковые, тормозная система заимствовалась у моделей Porsche 911 (в том числе 911S). В некоторых моделях передние тормозные скобы были заимствованы у Porsche 911S, в других — у Porsche 908; тормозные скобы для некоторых моделей GT изготавливались из алюминия. Тормозная система, заимствованная у Porsche 908, использовалась в гонках на большие дистанции. В качестве трансмиссии использовалась 5-скоростная механическая коробка передач типа 904 с transaxle, заимствованная у Porsche 911 и перевёрнутая на 180 градусов. Как и у всех моделей 914, трансмиссия на моделях с 6-цилиндровыми двигателями подвергалась критике за ненадёжность: рычаг переключения передач постоянно «гулял», и водитель мог случайно переключиться не на ту передачу. Модели 914/6 GT выпускались с улучшенными поперечными рычагами на передней подвеске, со стабилизаторами поперечной устойчивости разных видов и с обновлёнными амортизаторами. Объём топливного бака составлял 100 л.

### Особенности дизайна

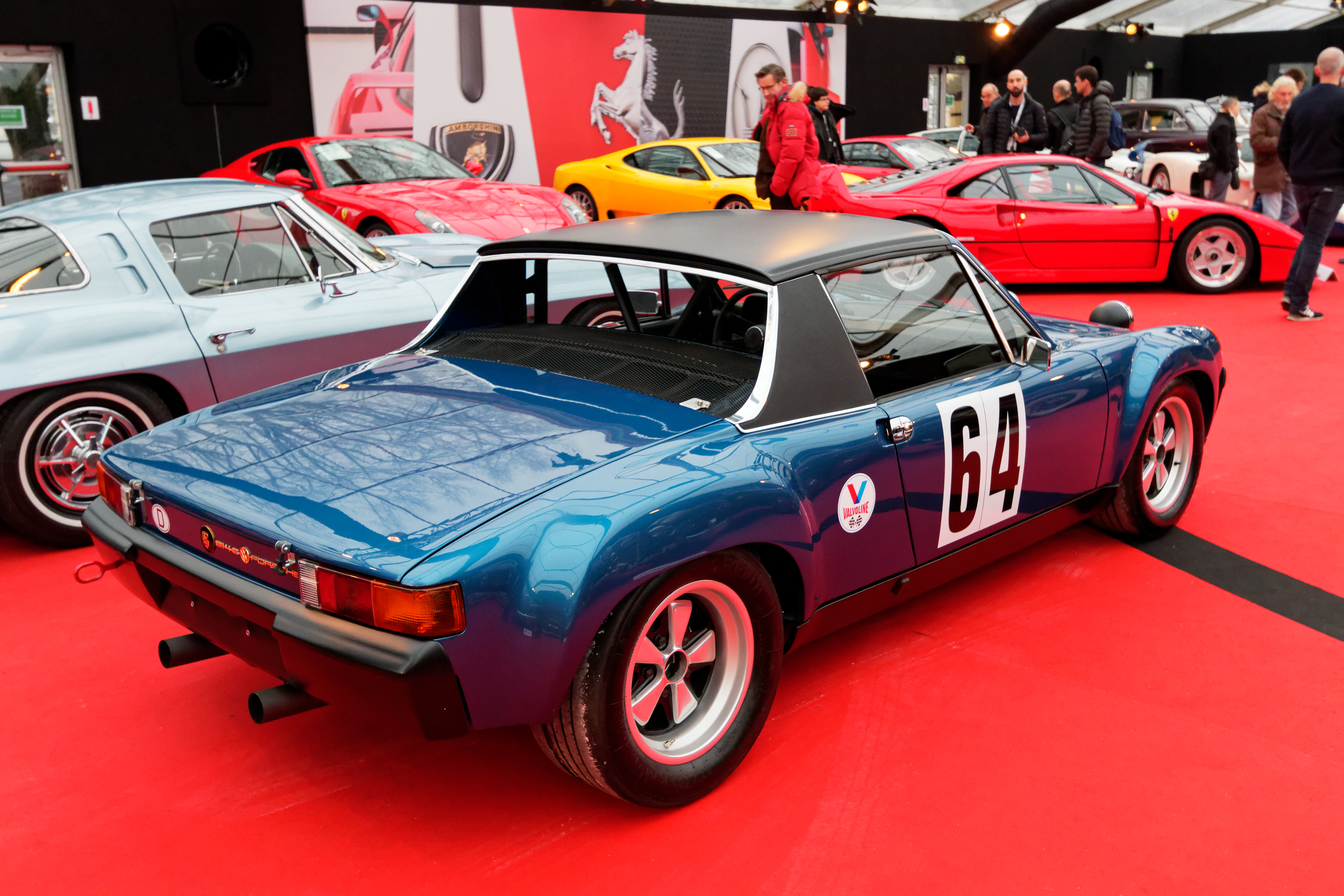
Porsche 914/6 GT, вид сзади, выставка Sotheby's в Париже, 2018 год

Отличительными признаками модели 914/6 GT, предназначенной для участия в гоночных соревнованиях, были квадратные расширители крыльев, находившиеся спереди и сзади и расширенные дополнительно на 50 мм в связи с правилами FIA в отношении автомобилей-участников. Шасси было усилено благодаря тому, что спереди и сзади были установлены шесть сварных пластин. Крышу прикрепили на болтах для усиления жёсткости структуры и приближения 914-й модели к стандартам автомобилей класса GT. Спереди и сзади были установлены новые стабилизаторы поперечной устойчивости; присутствовали передние и задние бамперы из стеклопластика со вставками из бальсы, снижавшие вес автомобиля.
По сравнению с обычными моделями 914/6 и 914/4 интерьер салона в версии GT был упрощён до предела: остались только гоночные кресла и каркас безопасности. Внутренние дверные ручки были заменены на кожаные ремни. Боковое и заднее стёкла автомобиля — органические, более лёгкие по сравнению со стандартными материалами; из стеклопластика были выполнены передний и задний багажники. Установлен дополнительный масляной радиатор в носовой части автомобиля, где находился топливный бак; к этому же масляному радиатору подачу воздуха обеспечивал воздухозаборник в переднем бампере. Была установлена более крупная задняя решётка воздухозаборника. В комплектацию входили более широкие шины и диски компании Fuchs, кожаный руль, водительское и пассажирское кресла фирмы Scheel, а также съёмные приборные панели из стекловолокна. Спереди устанавливались колёса с литыми дисками Fuchs 7J (ширина 7 дюймов), сзади — с дисками Fuchs 8J (ширина 8 дюймов).
Превратить стандартную модель 914/6 в специальную гоночную 914/6 GT можно было благодаря набору M471, известному как Competition Option Group M471. В этот набор входили расширители крыльев, стальные расширители колёсных арок, усилители порога и наконечник, а также 21-мм проставки колёс, диски Fuchs 6J x 15 и шины 185/70 VR15. Выпуск набора M471 создавал путаницу, из-за которой трудно было установить, сколько моделей 914/6 GT были заводскими, а не модифицированными моделями 914/6. По данным Боба Чапмана, 11 автомобилей были специально переоборудованы под комплектацию M471 для того, чтобы машина прошла омологацию в организации SCCA (номинально требовалось выпустить не менее 500 экземпляров). В официальных документах сообщалось о выпуске 48 заводских автомобилей класса GT и о примерно 400 наборах M471, направленных дилерам для переоснащения 914-х моделей. Datsun пытался воспрепятствовать этой процедуре омологации и включению Porsche в соревнования автомобилей класса C, обвиняя Porsche в манипуляции цифрами и критикуя наборы M471. По версии журнала Excellence, из 48 заводских автомобилей класса GT ровно 13 представляли собой экземпляры в комплектации M471.
В США модель 914/6 GT продавалась специально учреждённой компанией Porsche + Audi и носила название 914/6R. Каждый такой автомобиль относился к комплектации под названием «Набор для соревнований группы R» (англ. R Competition Option Group) с соответствующими элементами и аксессуарами. В эту комплектацию входили стальные расширители колёсных арок, подогнанные под передние колёса 15x7 и задние колёса 15x8 с дисками Fuchs, система охлаждения масла, топливный бак на 100 литров, сидения гоночного типа, доработанная подвеска, заменяемая трансмиссия, новые выхлопные трубы и тормозная система от Porsche 911S.

## Производство и стоимость
По данным Ричарда Гудинга, заводом-производителем были выпущены 12 автомобилей с набором M491, которые могли быть формально классифицированы и как модели 914/6 GT (стоимость каждого 44 840 немецких марок). 47 автомобилей были преобразованы в 914/6 GT с помощью набора M471 при участии завода-производителя или частных компаний (стоимость каждого 24 480 немецких марок). Стоимость раллийной версии 914/6 GT с двигателем мощностью 160 л. с. достигала 38 480 немецких марок. Набор M471 формально был выпущен в мае 1971 года. От него отказались в конце 1972 года после прекращения производства Porsche 914/6. Модель 914/6 GT, выходившая в США под брендом 914/6R вместе с соответствующими деталями и аксессуарами из «Набора для соревнований группы R» (англ. R Competition Option Group), стоила 15568 долларов США.
16 экземпляров, изготовленных по заказам частных лиц, были собраны в цеху № 1 завода в Цуффенхаузене. Одним из новых владельцев модели 914/6 GT стал швейцарец Густав Шлуп (нем. Gustav Schlup), вице-президент автогоночной команды Ecurie Biennoise. Приобретённая им модель в марте 2021 года подверглась серьёзному ремонту и полной реставрации.

## 1970 год в автоспорте

### Первые гонки

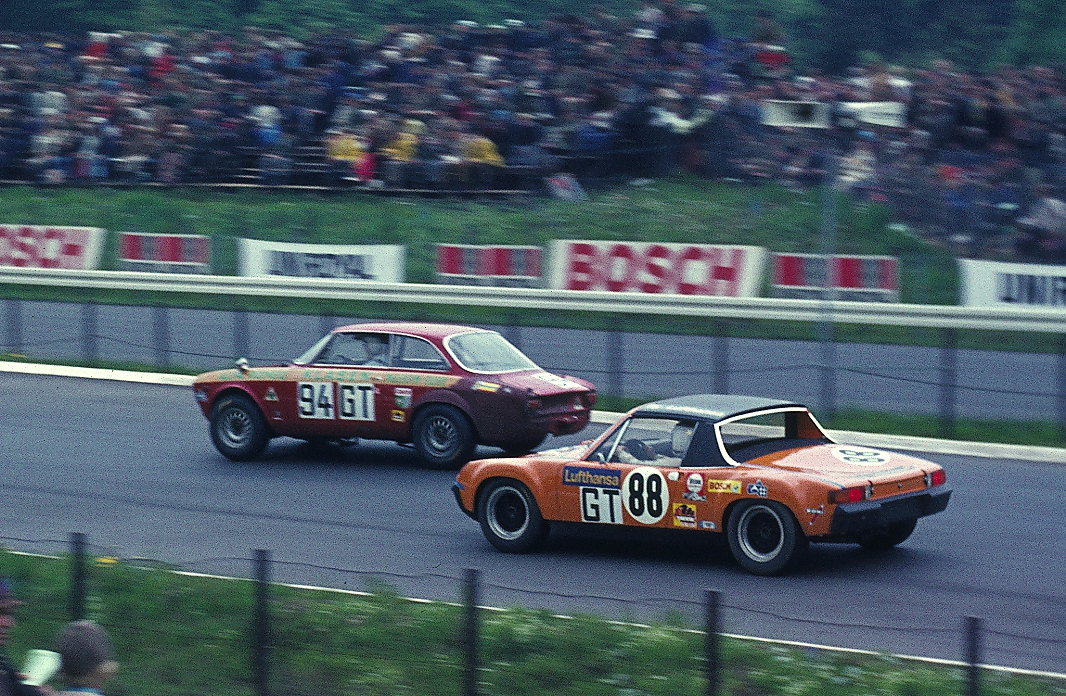
Гонка 1000 км Нюрбургринга 1970, класс GT для автомобилей с двигателем объёмом до 2.0 л. Экипаж Alfa Romeo GTA в составе Питера Отто и Йорга Класена (номер 94), чуть дальше него — экипаж Porsche 914/6 в составе Роберта Хуна и Гюнтера Шварца (номер 88)

Автомобиль Porsche 914/6 GT был включён Международной автомобильной федерацией в Группу 4, а именно в класс Special Grand Touring. С 3 октября 1969 по 27 ноября 1970 года на заводе Porsche в Цуффенхаузене (Штутгарт) были собраны 12 экземпляров гоночной модификации. В том же году менеджер компании Porsche + Audi (филиал Volkswagen) по автоспорту Джо Хоппен добился включения всех 6-цилиндровых моделей 914/6 в соревнования организации SCCA в классе C. Porsche 914/6 GT (как и обычные модели 914/6) преуспели в раллийных и в шоссейных автогонках при том, что в коммерческом плане все модели 914/4 и 914/6 оказались неудачными: за деньги, эквивалентные стоимости Porsche 914/6, можно было купить намного более мощную модель Porsche 911 с двигателем объёмом 2,5 л.
В 1970 году в гонке Targa Florio автогонщики Йо Зифферт и Брайан Редман выступали на модели Porsche 908/3, но для изучения особенностей трассы они проводили тренировочные заезды на двух моделях Porsche 914/6 GT (шасси под номерами 9140430705 и 9140430709). В мае того же года в гонке «1000 км Нюрбургринга» автомобиль Porsche 914/6 (экипаж — Роберта Хун и Гюнтер Шварц) занял 2-е место в классе GT, а по итогам гонки модели 914/6 расположились на местах со 2-го по 5-е. Однако это достижение осталось незамеченным на фоне того, что первое место заняла модель Porsche 908/03.

### 24 часа Ле-Мана

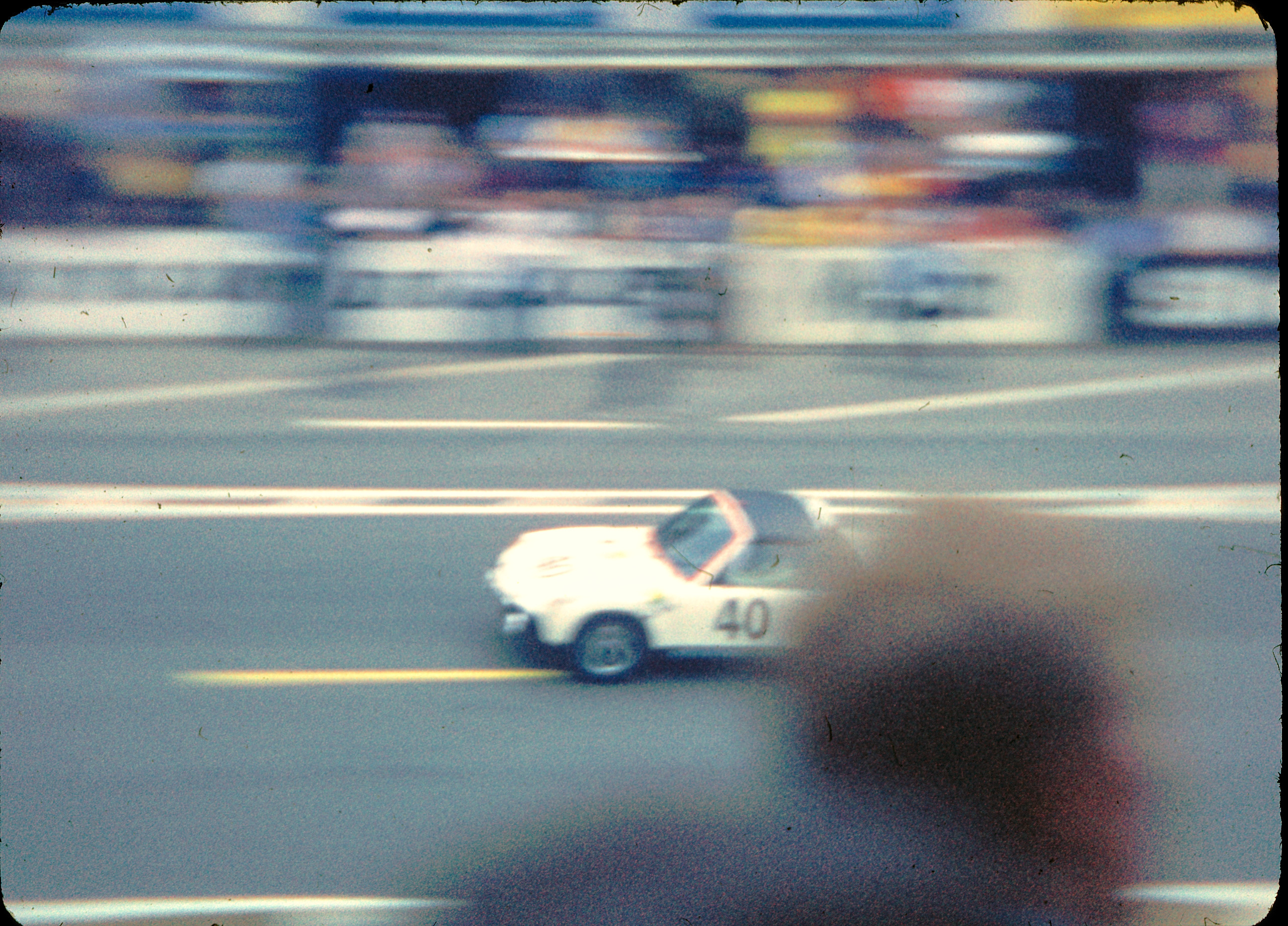
Porsche 914/6 GT под номером 40 в гонке «24 часа Ле-Мана 1970» в 1970 году

В состоявшейся в июне гонке «24 часа Ле-Мана» под номером 40 выступал автомобиль Porsche 914/6 GT, в экипаж которого вошли Клод Балло-Лена и Ги Шассёй, представлявшие французскую компанию Sonauto (импортёр автомобилей Porsche). До финиша доехали всего 7 автомобилей: экипаж 914/6 GT занял 6-е место в общем зачёте, проехав суммарную дистанцию 3791 км и уступив двум гоночным прототипам Ferrari 512 S и ещё одному гоночному Porsche 917 K, но победил в классе GT (он же GTS) и занял 4-е место в рейтинге «Индекса эффективности» (англ. Index of Efficiency). Модель 914/6 GT на дистанции обошла всех своих конкурентов из модельного ряда 911: из семи моделей Porsche 911 до финиша добрался только один экипаж Porsche 911S (номер 47), занявший 7-е место, а ещё пять моделей Porsche 911S и одна Porsche 911TH сошли с дистанции.

### Marathon de la Route
С 18 по 22 августа 1970 года проходила гонка «Marathon de la Route», представлявшая собой 86-часовой марафон на трассе Нюрбургринг с крайне жёсткими условиями соревнований. Пит-стоп для каждого автомобиля мог длиться не более минуты, и тех, кто не укладывался в это время, штрафовали на один круг. Команда дисквалифицировалась, если на прохождение круга тратила более 24 минут (в течение первых 4 часов марафона лимит времени на круг составлял 30 минут) или если общая продолжительность пребываний на пит-стопе превышала 15 минут. На прохождение гоночного круга протяжённостью 28,3 км обычно требовалось 13 минут, и малейшая задержка на пит-стопе могла обернуться катастрофой. Благодаря использованным Porsche жёстким шинам всего один раз за всю гонку была проведена замена покрышек.
По итогам гонки до финиша доехали только 24 автомобиля, и сразу три автомобиля Porsche 914/6 финишировали первыми: все три экипажа-лидера выступали от имени заводской команды Porsche System Engineering, соревнуясь на моделях с двигателями мощностью 160 л. с. каждый. Победителем стал экипаж Porsche 914/6 GT в составе Жерара Ларрусса, Хельмута Марко и Клода Альди, который проехал 360 кругов (из них были зачтены 358). Он управлял моделью под номером 1 с номером шасси 9140432541, которая выступала в Группе 6. На втором месте оказался экипаж Бьорна Вальдегорда, Оке Андерссона и Ги Шассёя, который на модели с шасси 9140432543, заявленной под номером 3 и выступавшей в Группе 6, проехал 359 кругов (357 зачтены). Третьими финишировали Клод Балло-Лена, Гюнтер Штеккёниг и Николас Кооб на модели с шасси 9140432542, выступавшей под номером 2 в Группе 4 и проехавшей в 356 кругов (354 зачтены).
Все три машины-победительницы были собраны в марте 1970 года. Из 64 участников марафона до финиша добрались всего 24 автомобиля: ещё одна модель 914/6, которой управляла команда Neusser MSC, попала в аварию и выбыла из марафона. Все три финишёра Porsche 914/6 добрались до финиша с повреждениями: в частности, были зафиксированы перегоревшая лампа в задней фаре, сломанные рукоятки подъёма бокового стекла, два перегоревших предохранителя и спущенная шина.

### Другие автогонки
27 сентября 1970 года в автогонке Tour de France приняли участие два экипажа Porsche 914/6 из компании Sonauto: Клод Балло-Лена и Жан-Клод Морена приехали 6-ми в общем зачёте и в зачёте класса GTS/P, а Анри Бала и Ролан Имбер заняли 8-е место в общем зачёте и 7-е в зачёте GTS/P. Помимо этого, с 13 по 18 ноября 1970 года в Лондоне проходила гонка RAC Rally, в которой принимала участие одна модель Porsche 914/6 с шасси под номером 9140431732 (регистрационный номер S-X 7495), пилотами которой были Джон Гретенер и Клод Альди. Этот экипаж занял 12-е место в общем зачёте из 67 финишировавших, показав итоговый результат в виде 10 часов 5 минут 31 секунд. Помимо них, до финиша из автомобилей Porsche доехала модель Porsche 911 S, пилотами которой были Жерар Ларрусс и Майк Вуд и которая заняла 6-е место.

### 1000 км Цельтвега
11 октября того же года на марафоне 1000 км Цельтвега, проходившем на Остеррайхринге, экипаж Porsche 914/6 GT под номером 51 в составе Гюнтера Штеккёнига и Ферфрида фон Гогенцоллерна, представлявший команду Strähle KG, выиграл гонку в категории GT 2.0, проехав 139 кругов за 5 часов, 8 минут и 24,6 секунд. В общем зачёте их экипаж занял 12-е место. Вторым в этой категории стал ещё один экипаж Porsche 914/6 GT (номер 59) в лице Эрнесто Зайлера и Петера Эттмюллера из команды Hart Ski Racing Team. Ещё одна модель Porsche 914/6 GT в категории GT 2.5 под номером 53, которую пилотировали Марио Илотте и Марио Руспа из команды Jolly Club, заняла 15-е место в общем зачёте и одержала победу в своей категории. Победа экипажа Штеккёнига и фон Гогенцоллерна позволила Porsche выиграть зачёт Международного кубка GT чемпионата мира по гонкам на спорткарах.

### Турниры SCCA
Джо Хоппен начал готовить заявку на включение моделей 914/6 в соревнования организации SCCA в классе автомобилей C. По идее Хоппена, в распоряжении каждой из команд-участниц должно было иметься 50 тысяч долларов на подготовку к гонкам. На турниры в разных дивизионах были заявлены следующие гонщики, которые должны были выступать на разных вариантах Porsche 914 — Питер Грегг из команды Brumos Racing на востоке, Арт Банкер, Роберт «Боб» Хиндсон и Ноа Кендалл на Среднем Западе. На западе 6 должен был соревноваться Ричи Гинтер в составе команды VW-Pacific. Питер Грегг и Пит Харрисон составили вместе один экипаж, а во второй вошли Боб Хиндсон и Кенделл Ноа. Ричи Гинтер провёл ряд гонок со штурманами Аланом Джонсоном и Милтом Минтером, но в итоге отказался выступать за VW-Pacific из-за финансовых проблем: для участия в гонках ей требовалась сумма в три раза большая, чем предлагал Хоппен.
Дебютом моделей Porsche 914/6 GT стала гонка Phoenix National в марте 1970 года, в которой Алан Джонсон одержал победу в своём классе. По итогам всего года модели 914/6 одержали победу в четырёх географических дивизионах. Так, Алан Джонсон одержал четыре победы в составе команды VW-Pacific вместе с Ричи Гинтером и ещё три победы после ухода последнего, став в итоге победителем Южно-Тихоокеанского дивизиона (Southern Pacific Division). Ричи Гинтер, в свою очередь, продолжил выступать в том же дивизионе в паре с Эллиоттом Форбсом-Робинсоном. Пит Харрисон выиграл Юго-Восточный дивизион (South-East), одержав с Питером Греггом суммарно две победы и намного чаще попадая на пьедестал с занятыми вторыми и третьими местами. В центральном дивизионе (Central Division) победил Чак Дитрих, а в дивизионе Среднего Запада (Mid-West Division) верх взял Боб Хиндсон; помимо Хиндсона, в дивизионе Среднего Запада успешно выступал Арт Банкер, одержавший шесть побед, а его коллега по команде Ноа Кендалл принёс ещё три победы. В финал национального чемпионата SCCA вышел успешно выступавший Кендалл.
Финал национального чемпионата SCCA, также известный как Американская гонка чемпионов (англ. American Road Race of Champions), состоялся 29 ноября 1970 года на Роуд Атланта. Помимо четырёх чемпионов, в финал пробились следующие гонщики на 914/6: Эллиотт Форбс-Робинсон, Питер Грегг, Ноа Кендалл, Стивен Бер и Уильям Стро. Однако в классе CP никто из экипажей Porsche 914 не сумел одержать победу: чемпионом стал Джон Мортон на Datsun 240Z, в то время как Форбс-Робинсон и Джонсон на своих 914/6 заняли 4-е и 5-е места соответственно. Гонщики на Porsche 914/6, квалифицировавшиеся в Финал национального чемпионата SCCA, в котором для зачёта результата требовалось пройти 19 кругов, получили разные стартовые позиции и выступили следующим образом: Эллиотт Форбс-Робинсон, стартовавший с 7-й позиции, занял 4-е место; Алан Джонсон стартовал 5-м и приехал 5-м, Питер Грегг стартовал с 15-й позиции и пришёл 8-м, Пит Харрисон стартовал с 13-й позиции и занял 12-е место, Роберт Хиндсон стартовал 10-м и пришёл 9-м. Билл Стро занял 10-е место, Чак Дитрих — 11-е, Ноа Кендалл — 7-е, а Стивен Бер сошёл с дистанции.

## 1971 год в автоспорте

### Ралли Монте-Карло
С 22 по 29 января 1971 года в Монте-Карло проходила ежегодная раллийная гонка. Компания Porsche уделяла особое внимание подготовке к этой гонке, подготовив три модели Porsche 914/6 для участия. Ставку компания делала на проверенных пилотов в лице Бьорна Вальдегорда, Жерара Ларрусса и Оке Андерссона, хотя среди участников гонки были заявлены семь Renault-Alpine A110, пять Lancia Fulvia, три Datsun 240Z и два Fiat-Abarth 124, находившиеся на первых позициях.
Экипаж Porsche 914/6 в лице Бьорна Вальдегорда и Ханса Торсцелиуса прибыл на гонку прямо из Варшавы. Он управлял машиной моделью с шасси под номером 9141430139. По ходу ралли Вальдегорд возглавлял общий зачёт на каком-то этапе, но в конечном итоге проиграл борьбу Renault-Alpine A110, пилотом которого был Уве Андерссон, принёсший итоговую победу Renault-Alpine. Экипаж Вальдегорда и Торсцелиуса занял 3-е место по итогам заезда, уступив двум Renault-Alpine A110 и оказавшись единственным из экипажей Porsche, доехавшим до финиша: модели 914/6 с номерами шасси 9141430140 и 9141430141 до финиша не добрались, поскольку у первой отказала трансмиссия, а у второй вышло из строя сцепление. Вальдегорд и Торсцелиус выиграли заезд в собственном классе, но компания была расстроена этим результатом.
Освещая это ралли, журнал Motor Sport писал, что компания Porsche допустила стратегическую ошибку, поставив не на традиционные Porsche 911, а на Porsche 914/6: Вальдегорд и его коллеги по команде Уве Андерссон и Жерар Ларрусс не умели использовать за рулём Porsche 914/6 тактику «виляния задом», которая приносила прежде успех в гонках модели Porsche 911. В крупных ралли эта победа Porsche 914/6 в своём классе в Монте-Карло стала последней серьёзной победой модельного ряда 914-х в ралли.

### 24 часа Дейтоны
31 января 1971 года на кольцевых гонках «24 часа Дейтоны» выступали несколько экипажей машин Porsche 914/6 GT. В частности, в экипаж автомобиля под номером 5 вошли Жак Дюваль, Джордж Николас и Боб Бэйли (шасси номер 9140431017). Этот экипаж одержал победу в классе GT 2.5, представив команду Sun Oil Company и проехав 579 кругов. В общем зачёте их автомобиль занял 7-е место. Вторым в этом классе и 8-м в общем зачёте финишировал ещё один Porsche 914/6 (номер 19) команды Ральфа Мини, в экипаже которого были Стивен Бер, Джон Баффам и Эрвин Кремер: они проехали 571 круг.
Ещё два Porsche 914/6 сошли с дистанции: модель под номером 18 команды Ральфа Мини (шасси номер 9140430691) проехала 470 кругов (состав экипажа — Ральф Мини, Билл Бин и Гэри Райт), но не сумела добраться до финиша. У модели под номером 59 из команды Brumos Porsche Audi Corp. (состав экипажа — Питер Грегг и Хёрли Хэйвуд) после 260 пройденных кругов возникли проблемы с двигателем, из-за которых экипаж сошёл с дистанции.

### 12 часов Сибринга
20 марта, через два месяца после выступления на 24 часах, Дейтоны автомобили Porsche 914/6 GT приняли участие в ежегодной гонке «12 часов Сибринга». Экипаж Питера Грегга и Хёрли Хэйвуда на Porsche 914/6 под номером 14, представлявший команду Brumos Porsche Audi Corp., проехал 192 круга и занял 2-е место в классе GT 2.5 и 14-е место в общем зачёте. В том же классе GT 2.5 победу праздновал экипаж Джима Локе и Берта Эверетта, пилотировавший Porsche 911 T под номером 31 из команды Locke Lake Colony & Waterville Estates, проехавший 203 круга и занявший итоговое 9-е место в общем зачёте. В том же зачёте 4-е место заняла ещё одна Porsche 914/6 (номер 5) из команды Жака Дюваля, в экипаж которой вошли сам Дюваль, Джордж Николас и Боб Бэйли. Они проехали 187 кругов, заняв 4-е место в зачёте GT 2.5 и 17-е в общем зачёте.

### 1000 км Нюрбургринга
В состоявшейся 30 мая 1971 года гонке «1000 км Нюрбургринга» две машины Porsche 914/6 заняли первые два места в классе GT 2.0, проехав 36 кругов. Победителем этого зачёта и обладателем 14-го места в общем зачёте стала модель под номером 94, которой управляли Герд Квист и Дитер Крумм (команда Autohaus Max Moritz). 2-е место в зачёте GT 2.0 и 15-е в общем зачёте заняла модель под номером 95 от команды E. Strähle KG с экипажем в лице Гюнтера Штеккёнига и Дитера Шмида. В той гонке Porsche одержала победы в нескольких классах и сама выиграла всю гонку: триумфатором той гонки стал Porsche 908/03 под номером 3 из команды Martini Racing Team, выступавший в классе P 3.0. За рулём машины были Вик Элфорд и Жерар Ларрусс, проехавшие 44 круга.

### 24 часа Ле-Мана
13 июня того же года на гонке 24 часа Ле-Мана Porsche ждала неудача: обе машины 914/6 GT сошли с дистанции. Автомобилем под номером 46 управляла команда Ecurie Porsche Club Romand (она же Porsche Clumb Roman), представленная Паулем Келлером и Жаном Сажем: на 9-м часу гонки она сошла с дистанции формально из-за проблем с давлением масла, а фактически из-за поломки шатуна. Второй автомобиль Porsche 914/6, который был тяжелее машины Келлера и Сажа на 70 кг, выехал на гонку под номером 69 от команды Autohaus Max Moritz GmbH: за рулём находились Герд Квист и Дитрих Крумм. На 15-м часу эта Porsche 914/6 GT из-за поломки трансмиссии сошла с дистанции и вынуждена была покинуть трек. Гонку выиграл экипаж Хельмута Марко и Гейса ван Леннепа, которые пилотировали Porsche 917K под номером 22 команды Martini Racing Team и проехали 397 кругов. Выступление Porsche 914/6 GT на «24 часах Ле-Мана» стало вторым и последним в истории этого модельного ряда.

### Другие чемпионаты
Благодаря выступлению на 12 часах Сибринга и поддержке Porsche + Audi Питер Грегг перешёл в чемпионат IMSA (International Motor Sports Association), где за рулём Porsche 914/6 GT три раза одержал победы в гонках IMSA в классе GTU и выиграл в нём же чемпионский титул 1971 года. Определённую роль в этом сыграл менеджер компании Джо Хоппен, который отказался от поддержки Porsche 914/6 в соревнованиях класса B в чемпионатах SCCA, куда всё-таки перевели эту модель, и сделал выбор в пользу IMSA. Чемпионство s IMSA Грегг разделил с Хёрли Хэйвудом, который выиграл шесть из семи этапов чемпионата IMSA в классе GTU 1971 года. Экипаж Грегга и Хэйвуда выигрывал заезды в Виргинии, Бриджхэмптоне и на трассе Саммит-Пойнт. Автомобиль 914/6 GT, на котором Хэйвуд и Грегг завоевали титул чемпионов IMSA в классе GTU, позже становился участником выставок винтажных автомобилей на Восточном побережье США.
Боб Хиндсон, в свою очередь, защитил титул чемпиона Среднего Запада SCCA на своей модели 914/6 GT, а в Центральном дивизионе (Central Division) победителем стал ещё один гонщик на 914/6 Дон Пэриш,Ю который, однако, в финале национального чемпионата SCCA стал только 7-м. По итогам всего 1971 года на счету моделей Porsche 914/6 GT были победы на европейских автогонках в Монце, Спа и на Остеррайхринге, но их приносили в основном небольшие частные гоночные команды. Так, на гонку в Монце были отправлены модели 914/6 с двигателями 911S и щитками для защиты силовой передачи и трансмиссии от гравия и камней, а сама гонка прошла в отвратительных погодных условиях, в которых Porsche 911 могли более-менее успешно выступать благодаря тому, что центр тяжести был смещён к ведущим колёсам.

## Уход из автоспорта
Одним из последних успехов модели Porsche 914/6 GT стало 2-е место на Targa Florio 1972 в классе GT 2.0 и 9-е место в итоговом зачёте, разыгранном 21 мая 1972 года: Дитер Шмид и Армандо Флоридиа управляли моделью под номером 35 от команды Strähle KG и проехали 9 кругов. В последующие годы модели 914/6 появлялись на турнирах SCCA изредка.

## Современность
Сохранившиеся до недавних дней модели 914/6 GT успешно прошли омологацию в Sportscar Vintage Racing Association. Они участвуют в американских гонках «24 часа Лимонов», соревнуясь с моделями типа Ford Mustang Fox или Dodge Neon. В настоящее время некоторые компании занимаются реставрацией и модернизацией моделей Porsche 914/6 GT.
В 2020 году экземпляр 914/6 GT был продан на аукционе Gooding & Company в Скотсдейле (штат Аризона) за 995 тысяч долларов США, став самой дорогой из моделей 914, проданных когда-либо на аукционах.
Модель 914/6 GT встречается в компьютерных играх GT Legends, Shift 2: Unleashed и Need for Speed World.